# Muziiic Store
『Muziiic Store』（ムジーク・ストア）はMASTERLINKのアルバム。

## 内容
MASTERLINK初のアルバム作品はこれまでのシングル表題曲のリミックスを収録した。

### 批評
CDジャーナルは、「エレクトロ・ミュージックと洋楽的なメロディ・センスが際立っている」「結成から8年の軌跡であり、集大成とも言える」と評している。

## 収録曲
1. Light
2. Traveling
3. SUPER SPEED
4. Miss You
5. Loversday
6. February Heart Break
7. Emotion
8. Lovin' you
9. Just Imagine
10. Oneday
11. SUPER SPEED（DAISHI DANCE REMIX） -Full Extandard Ver.-
Remix：DAISHI DANCE
12. SUPER SPEED（SHINICHI OSAWA REMIX）
Remix：大沢伸一
13. Traveling（TAKU Remix） -Radio Edit-
Remix：☆Taku（m-flo）

作詞：NARU(#2 - 13)
作曲：NARU(#ALL)
編曲：MASTERLINK(#1 - 10)